# 圣巴多罗买医院 (布里斯托尔)
圣巴多罗买医院（St Bartholomew's Hospital）是一座中世纪修道院医院的遗址，位于英格兰布里斯托尔的圣诞阶梯底部，已被列为II*级登录建筑.。
这座12世纪建筑拥有一个拱廊，早于医院，是该市最早的民居建筑遗址。后来改为医院教堂。它被纳入一个修道院医院，类似于济贫院，成立于 1240 年，由拉沃男爵提供霍菲尔德的土地，用于维持医院。1291年，他为修士们遗赠了一百个马克，记在在他和亲戚的记忆中。。医院服务于城市的穷人，以及游客，包括港口的水手。到14世纪早期，分别存在单独的男女修道院，但男修道院在1330年被女修道院院长赶走。这个决定在1386年由伍斯特主教恢复。 1445年，圣克莱门特善会在医院成立，资金来自港口船只征税，由12名水手负责。
解散修道院后，由当地议员罗伯特·索恩买下，从1532年到1767年，改为布里斯托文法学校。目前建筑的立面建于17世纪。从1767年到1847年，改为伊丽莎白女王医院。 1865年，并入庭院周围的三座17世纪的联排式住宅。 1978年改建为办公室。
20世纪70年代，在该遗址的考古发掘，发现了30具骨骼，曾发生骨折和感染，表明医院可能治疗过哪些疾病。